# Reuss (flod)
Reuss är en vänsterbiflod till Aare i kantonerna Uri, Luzern och Aargau i Schweiz. Den gränsar även till kantonerna Zug och Zürich. Med 164 kilometer är den Schweiz fjärde längsta flod. Medelflödet vid Mellingen i nedre loppet är 138m³/s.

## Sträckning och tillflöden
Reuss rinner upp sydost om Furkapasset vid Gotthardmassivet. Mellan Andermatt och Göschenen passerar den den smala ravinen Schöllenenschlucht innan den flyter vidare till Vierwaldstättersjön. I staden Luzern lämnar floden sjön, korsar Mittlandet och mynnar i Aare öster om Brugg.

## Kulturgräns
Över ungefär 12 km bildar Reuss gräns mellan kantonerna Aargau och Zug och över 6 km mellan Aargau och Zürich. En del forskare uppfattar en Brünig-Napf-Reuss-linje som en kulturgräns inom det tysktalande Schweiz, bildad under tidig medeltid mellan Burgunds och Schwabens inflytandeområden, under nyare tid mellan Bern och Zürich. Idag påstås gränsen synas i skillnader i dialekt, kreatursraser, spelkort och dylikt. Denna uppfattning är dock omstridd.

## Övrigt
- Wikimedia Commons har media som rör Reuss (flod).